# Хуан Хуахуа
Хуан Хуахуа́ (кит. упр. 黄华华, пиньинь Huáng Huáhuá, род. в окт. 1946) — губернатор пров. Гуандун (2003—2011), член ЦК КПК (2002—2012).
Член КПК с июня 1971 года, член ЦК КПК 16 и 17 созывов. Депутат ВСНП.

## Биография
По национальности хань.
Окончил Чжуншаньский университет в пров. Гуандун (1964) по математике. Окончил без отрыва от производства последипломную программу в ЦПШ при ЦК КПК.
После окончания университета в 1970-78 гг. работал на машиностроительном заводе угольных шахт провинции Гуандун, там же находился на партработе.
С 1978 года глава Шаогуаньского горкома комсомола. С 1982 года заместитель, в 1985-87 гг. глава Гуандунского провинциального комитета комсомола. Затем замглавы Мэйсяньского уездного парткома КПК.
С 1988 года мэр Мэйчжоу и замглавы его горкома КПК.
С 1992 года ответсекретарь и член посткома парткома пров. Гуандун.
С 1998 года глава Гуанчжоуского горкома КПК и замглавы парткома провинции.
С 2002 года первый вице-губернатор, в 2003—2011 годах губернатор пров. Гуандун (Южный Китай) и с 2002 года замглавы парткома провинции.
С марта 2013 года зампред Комитета ВСНП по делам хуацяо.

## Награды
- Благодарность Правительства Российской Федерации (4 ноября 2006 года) — за большой вклад в развитие и укрепление политических, торгово-экономических и культурных связей между Российской Федерацией и Китайской Народной Республикой, а также за активное участие в организации и успешном проведении мероприятий в рамках Года России в Китае в 2006 году[8].